# ألبرخت الرابع كونت هابسبورغ
ألبرخت الرابع كونت هابسبورغ (حوالي.1188 - 25 نوفمبر 1239)؛ يُلقب آحياناً بـ الحكيم أو الغني، هو كونت هابسبورغ، وأيضا هو حاكم في آرجاو وفريكجاو والألزاس.

## السيرة الذاتية
ألبرخت هو نجل رودولف الثاني كونت هابسبورغ وزوجته أغنيس من شتاوفن قريبة العائلة الإمبراطورية، بعد وفاة والده في 1232 تم بتقسيم أملاكه مع أخيه رودولف الصامت، ومع ذلك استطاع الاحتفاظ على قلعة أجداده لنفسه.
حوالي.1217 أصبح متزوجاً من هيلفيغ من كيبورغ من دوقية شوابيا تعتبر من حيث والدتها قريبة آل تسرينغن (الحاكمة في بادن لقرون طويلة)، وأيضا في مارس 1226 كان حاضراً أثناء التوقيع مرسوم ريميني الذهبي الذي وقعه الإمبراطور فريدرخ الثاني وذلك تأكيد على ممتلكات فرسان تيوتون في بروسيا البولندية، وأيضا كان تابعاً لأسرة هوهنشتاوفن كأسلافه، ومع 1228 استطاع انتصار في حل نزاعه مع كونتات بفيرت حول ميراث هابسبورغ في المنطقة، وأيضا يعتقد أنه قام بتأسيس مدينة فالدزهوت، وأثناء مشاركته في الحملة البارونات الصليبية توفي بعد تحصين قلعة عسقلان من الطاعون، وخلفه ابنه رودولف الرابع الذي أصبح لاحقاً أول ملك ألمانيا من العائلة.

## الذرية
انجبت له زوجته خمسة أبناء، من بينهم:-
- رودولف الرابع (1218 - 1291)؛ أصبح ملك في العائلة.
- ألبرخت الخامس، أصبح رجل دين.
- كونيغوند، تزوجت من هاينريخ الثالث كونت كيسنبرغ.